# Distretto di Colonia (Perù)
Il distretto di Colonia è uno dei trentatré distretti della provincia di Yauyos, in Perù. Si trova nella regione di Lima e si estende su una superficie di 323,96 chilometri quadrati.
Istituito il 15 luglio 1936, ha per capitale la città di Colonia.